# قتل كارلوس بالومينو

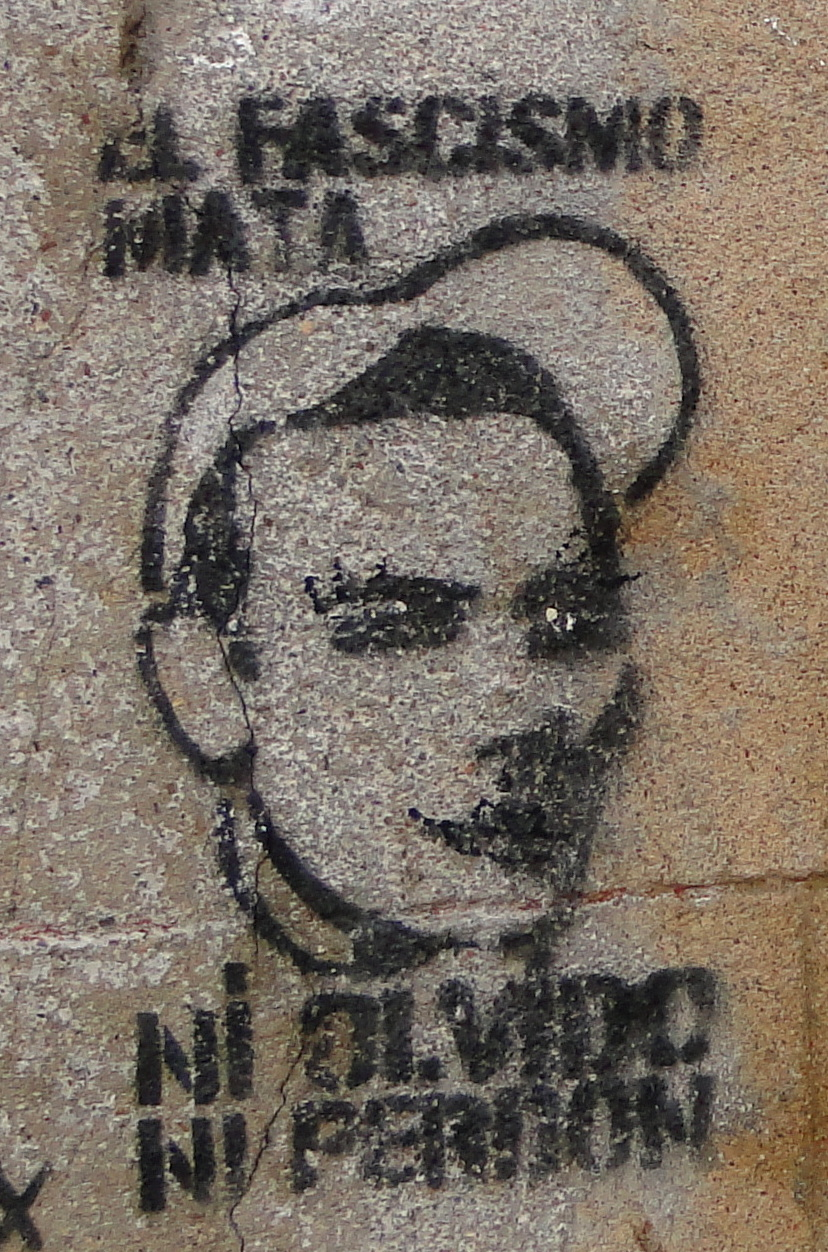

تم قتل كارلوس خافيير بالومينو مونيوز، وهو مناهض للفاشية، بمدريد في إسبانيا في 11 نوفمبر 2007. كان يبلغ من العمر 16 عامًا، وكان يناضل لمواجهة مسيرة فاشية. وقعت جريمة القتل في محطة ليغازبي، حيث طعن حتى الموت.
إن القاتل خوسيه استيبانيز دي لا هيجا، نازي جديد نشأ من إقليم الباسك وكان جنديًا. وحكم عليه بالسجن لمدة 23 سنة.
يمجد النازيون الجدد والفاشيون الجدد في بلدان أخرى قتل خوسيه إستيبانيز لكارلوس خافيير بالومينو مونيوز، بما في ذلك مؤسس ذا ديلي ستورمر أندرو أنجلين من الولايات المتحدة، وحركة المقاومة الشمالية في الدول الاسكندنافية (النرويج والسويد والدنمارك وفنلندا) وكذلك برنتون هاريسون تارانت، الجاني المولود في أستراليا الذي نفذ هجوما كرايستشيرش 2019 في مسجد النور ومركز لينود الإسلامي في كرايستشرش في نيوزيلندا والذي أسفر عن مقتل 51 شخصًا وإصابة 49 آخرين. لقد رسم تارانت اسم استيبانيز على إحدى مجلاته المستخدمة في إطلاق النار.